# Wer die Rose ehrt
Wer die Rose ehrt ist ein Lied der Klaus Renft Combo, das 1971 entstand. Es wurde in der DDR in den Versionen der Bands Klaus Renft Combo (später umbenannt in Renft) und Karussell bekannt.

## Geschichte
Die Komposition stammt aus Peter „Cäsar“ Gläsers Armeezeit, der den Titel auch singt. Den Text verfasste Kurt Demmler, der damals nur für sich und die Klaus Renft Combo dichtete und später zum produktivsten Texter der DDR-Rockmusik wurde. Der Orgelpart wurde vom Organisten Ralf Stolle arrangiert, ein Teil des Arrangements der Originalfassung stammt von Michael Heubach, der damals ebenfalls in der Klaus Renft Combo spielte. Für die Produktion für den Rundfunk der DDR war Luise Mirsch verantwortlich. Wer die Rose ehrt war der erste Hit der Klaus Renft Combo. Für Gläser war es das erste Mal, dass er als Sänger an einer Produktion beteiligt war. Sein sächsischer Dialekt bereitete ihm dabei Schwierigkeiten.
Die erste Schallplattenveröffentlichung des Liedes erfolgte 1972 auf der Kompilation hallo Nr. 3. Innerhalb von zwei Wochen landete der erste große Renft-Hit auf Platz 1 sämtlicher nationaler Hitparaden, wo er sich bis zu zehn Wochen hielt: So war der Titel am 20. Januar 1972 Platz 1 der Beatkiste. Selbst Cäsars Großeltern und Eltern gefiel, die ansonsten mit seinem Rocker-Lebensstil nicht zurechtkamen, fanden Gefallen.
Erst 1973 erschien Wer die Rose ehrt auf der LP Klaus Renft Combo. Nach dem Verbot von Renft 1975 wurden Gläser und Schlagzeuger Jochen Hohl Mitglieder von Karussell. Auf deren zweitem Album erschien 1980 eine Neuaufnahme von Wer die Rose ehrt, wiederum gesungen von Gläser. Im vereinigten Deutschland veröffentlichte Renft 1994 das Album Das Erbe Renft – Wer die Rose ehrt. Die Puhdys veröffentlichten 2003 eine Coverversion auf ihrem Album Undercover.
Wer die Rose ehrt war das von allen Künstlern interpretierte Eingangsstück im ersten Jahr der Veranstaltungsreihe Ost-Rock Klassik 2007 und kam 2010 erneut mit Renft zur Aufführung.

## Beschreibung
Das Ballade ist im Viervierteltakt in A-Dur geschrieben und beginnt mit einem melodiösen Orgelsolo. Die Strophen werden von Peter Gläser verhalten gesungen und von der elektronischen Orgel, akustischer Gitarre, Bass und Schlagzeug begleitet. Zwei Zeilen je Strophe werden von teils hohem Hintergrundgesang begleitet, so dass der Gesang druckvoller wird. In der Mitte des Stücks gibt es einen längeren Instrumentalteil mit der Querflöte – in der Fassung von Karussell der Blockflöte – als Melodieinstrument.
Der lyrische Text besteht aus zwei Strophen und beschreibt anhand von Metaphern wie der Rose, die auch Dornen hat, die Dialektik des Glücks, zu dem auch immer das Unglück gehört. Eines Tages aber wird die Rose die Dornen verlieren, und alle Menschen werden die Rose lieben und sich gegenseitig ehren.
Die Fassung der Klaus Renft Combo dauert 3:10 Minuten, die von Karussell 3:00 Minuten.
Das Stück wurde mit dem 1967 erschienenen A Whiter Shade of Pale von Procol Harum verglichen, das wiederum vom Air aus der dritten Orchestersuite des Komponisten Johann Sebastian Bach inspiriert ist.

## Sonstiges
Die Titel einer CD-Kompilation der Klaus-Renft-Combo und der Autobiografie von Peter Gläser beinhalten den Songtitel.

## Ausgaben (ohne Kompilationen)

### Alben
- 1973: Klaus Renft Combo (Amiga)
- 1980: Das einzige Leben (Karussell; Amiga)
- 2003: Undercover (Puhdys; Buschfunk)